# サンフランシスコ・エリア
- ユニバーサル・パークス&リゾーツ > サンフランシスコ・エリア
  - ユニバーサル・オーランド・リゾート > ユニバーサル・スタジオ・フロリダ > サンフランシスコ・エリア
  - ユニバーサル・スタジオ・ジャパン > サンフランシスコ・エリア

サンフランシスコ・エリア（San Francisco）とは、世界のユニバーサル・スタジオ・テーマパークにあるエリアの一つである。

## 存在するパーク
- ユニバーサル・スタジオ・フロリダ（ユニバーサル・オーランド・リゾート）
- ユニバーサル・スタジオ・ジャパン

## 概要
アメリカ随一の港町、フィッシャーマンズワーフやチャイナタウンを再現したエリア。ラグーン（海が陸側に入り込んでできた湖）に面している。

## 現存の施設

### ユニバーサル・スタジオ・フロリダ
アトラクション
- Fast and Furious: Supercharged（ファスト・アンド・フュリアス :スーパー・チャージド）

レストラン
- Richter's Burger Co.
- Chez Alcatraz
- San Francisco Pastry Company
- Lombard's Seafood Grille

ショップ
- San Francisco Candy Factory
- Custom Gear
- Amazing Pictures

### ユニバーサル・スタジオ・ジャパン
アトラクション
レストラン
- ハピネス・カフェ
- ワーフカフェ
- ザ・ドラゴンズ・パール

ショップ
- サンフランシスコ・キャンディーズ

エンターテインメント
- マレヴォ・デ・アルゼンチーナ[2]

## クローズした施設

### ユニバーサル・スタジオ・フロリダ
アトラクション
- An American Tail Theatre（アメリカン・テイル・シアター）
- Earthquake: The Big One（アースクエイク:ザ・ビッグ・ワン）
- Disaster! A Major Motion Picture Ride... Starring You (ディザスター! ア・メジャー・ピクチャー・ライド...スターリング・ユー)
- The Wild, Wild, Wild West Stunt Show（ザ・ワイルド・ワイルド・ワイルド・ウエスト・スタント・ショー）
- Jaws（ジョーズ）
- BeetleJuice's Rock & Roll Graveyard Revue（ビートルジュースズ・ロックン・アンド・ロール・グレーブヤード・レビュー（ユニバーサル・モンスター・ライブ・ロックンロールショー））

### ユニバーサル・スタジオ・ジャパン
アトラクション
- バック・トゥ・ザ・フューチャー・ザ・ライド[3] - 現在は周辺のエリアがミニオン・パークとしてリニューアルされている。
- バックドラフト - 2020年9月14日から休止状態だったが、そのまま再開せず、運営を終了[4]。

ショップ
- バック・トゥ・ザ・フューチャー・ギフト

終了したエンターテインメント
- ガーデンカフェ・サプライズ